# Badolatosa
Badolatosa is een gemeente in de Spaanse provincie Sevilla in de regio Andalusië met een oppervlakte van 48 km². In 2007 telde Badolatosa 3218 inwoners.